# Limopsis angusta
Limopsis angusta is een tweekleppigensoort uit de familie van de Limopsidae. De wetenschappelijke naam van de soort is voor het eerst geldig gepubliceerd in 1879 door Jeffreys.